# Vice-presidente da República Popular da China
O vice-presidente da República Popular da China, comumente chamado de vice-presidente da China, é um cargo sênior no governo da República Popular da China. O atual vice-presidente da China é Han Zheng, que assumiu o cargo em 2023.

## Seleção
O cargo foi criado pela constituição de 1982. Formalmente, o vice-presidente é eleito pelo Congresso Nacional do Povo, nos termos do artigo 62.º da Constituição.  Na prática, esta eleição enquadra-se na categoria de eleições de candidato único (não contestada). O candidato é recomendado pelo Presidium do Congresso Nacional do Povo, que teoricamente também tem o poder de destituir o vice-presidente.
Por lei, o vice-presidente deve ser um cidadão chinês de 45 anos de idade ou mais. Antes de março de 2018, ele ou ela não pode servir por mais de dois mandatos, sendo um mandato equivalente a uma sessão do CNP, que é de cinco anos.

## Poderes
As funções do vice-presidente incluem auxiliar o presidente e substituí-lo caso ele renuncie ou morra no cargo.  Na realidade, o cargo de vice-presidente é principalmente cerimonial;  Os vice-presidentes Zeng Qinghong, Hu Jintao e Xi Jinping foram membros do Comitê Permanente do Politburo do Partido Comunista Chinês (PCC) e do Secretariado Central, os principais órgãos de tomada de decisão do país; esses três serviram simultaneamente como o primeiro secretário do Secretariado, encarregado dos assuntos do partido.
O vice-presidente pode desempenhar um papel importante nas relações exteriores. Por exemplo, o vice-presidente geralmente faz parte da Comissão Central de Relações Exteriores, um órgão de coordenação de políticas do PCCh. O vice-presidente também costuma fazer parte do Grupo de Coordenação Central para Assuntos de Hong Kong e Macau. Portanto, embora o vice-presidente possa não ter poderes substantivos conforme definido na Constituição, o cargo, no entanto, carrega significado e prestígio. Os titulares do cargo foram todos indivíduos com um certo grau de influência política.
O vice-presidente Li Yuanchao foi membro do Politburo do Partido Comunista da China até 2017, mas não do Comitê Permanente. Seu sucessor, Wang Qishan, era um membro aposentado do Comitê Permanente na época de sua ascensão. Han Zheng, que sucedeu Wang Qishan como vice-presidente em 2023, também era membro aposentado do comitê permanente do politburo na época de sua ascensão. 

## Lista de vice-presidentes
Primeira Administração   Segunda Administração   Terceira Administração   Administração de Hu–Wen   Administração Xi-Li

### Governo Popular Central (1949-1954)
Vice-presidentes do Governo Popular Central
(co-servindo, 1º de outubro de 1949 - 27 de setembro de 1954)
1. Zhu De
2. Liu Shaoqi
3. Soong Ching-ling
4. Li Jishen
5. Zhang Lan
6. Gao Gang (até seu suicídio em 17 de agosto de 1954)

### A 1ª Constituição (1954-1975)
| Retrato                           | Retrato                                                   | Nome (Nascimento–Morte)          | Nome (Nascimento–Morte)      | Mandato                | Mandato               | CNP      | Presidente   |
| --------------------------------- | --------------------------------------------------------- | -------------------------------- | ---------------------------- | ---------------------- | --------------------- | -------- | ------------ |
| 1                                 |                                                           | Zhu De 朱德 (1886–1976)          | Zhu De 朱德 (1886–1976)      | 27 de setembro de 1954 | 27 de abril de 1959   | I        | Mao Tsé-Tung |
| 1                                 | O primeiro vice-presidente da República Popular da China. | Zhu De 朱德 (1886–1976)          | Zhu De 朱德 (1886–1976)      |                        |                       |          |              |
| 2                                 |                                                           | Song Qingling 宋庆龄 (1893–1981) | Dong Biwu 董必武 (1886–1975) | 27 de abril de 1959    | 17 de janeiro de 1975 | II · III | Liu Shaoqi   |
| 2                                 | Serviram conjuntamente como vice-presidentes.             | Song Qingling 宋庆龄 (1893–1981) | Dong Biwu 董必武 (1886–1975) |                        |                       |          |              |
| Vaga por ascensão e posto abolido |                                                           |                                  |                              |                        |                       |          |              |

### A 4ª Constituição (1982-presente)
| Retrato | Retrato | Nome (Nascimento–Morte)       | Mandato             | Mandato             | CNP  | Presidente    |
| ------- | --- | ----------------------------- | ------------------- | ------------------- | ---- | ------------- |
| 3       | | Ulanhu 乌兰夫 (1907–1988)     | 18 de junho de 1983 | 8 de abril de 1988  | VI   | Li Xiannian   |
| 3       | De etnia mongol e ex-presidente da Mongólia Interior, Ulanhu serviu como o primeiro vice-presidente sob a 4ª Constituição da República Popular da China. | Ulanhu 乌兰夫 (1907–1988)     |                     |                     |      |               |
| 4       | | Wang Zhen 王震 (1909–1993)    | 8 de abril de 1988  | 12 de março de 1993 | VII  | Yang Shangkun |
| 4       | Wang Zhen, um líder militar comunista, talvez seja mais conhecido por liderar o Exército Popular de Libertação em Xinjiang na fundação da República Popular. Em 1988, Wang assumiu o título de vice-presidente em caráter honorário, após sua tentativa fracassada de colocar o conservador Deng Liqun no cargo de secretário-geral. Wang foi o segundo vice-presidente sob a 4ª Constituição da República Popular da China. Ele morreu no cargo.                                                                                              | Wang Zhen 王震 (1909–1993)    |                     |                     |      |               |
| 5       | | Rong Yiren 荣毅仁 (1916–2005) | 12 de março de 1993 | 15 de março de 1998 | VIII | Jiang Zemin   |
| 5       | Membro da Associação Nacional de Construção Democrática da China, um partido político não comunista reconhecido na China, Rong serviu como terceiro vice-presidente sob a 4ª Constituição da República Popular da China. | Rong Yiren 荣毅仁 (1916–2005) |                     |                     |      |               |
| 6       | | Hu Jintao 胡锦涛 (1942–)      | 15 de março de 1998 | 15 de março de 2003 | IX   | Jiang Zemin   |
| 6       | Hu, ex-chefe do partido na província de Guizhou e na Região Autônoma do Tibete, atuou como quarto vice-presidente sob a 4ª Constituição da República Popular da China. Em sua qualidade de vice-presidente, Hu provavelmente era mais conhecido por lidar com as consequências do bombardeio dos Estados Unidos à embaixada chinesa em Belgrado. Hu foi o primeiro membro do Comitê Permanente do Politburo a assumir o cargo desde a adoção da constituição de 1982. Em 2003, Hu se tornou o primeiro vice-presidente a se tornar presidente. | Hu Jintao 胡锦涛 (1942–)      |                     |                     |      |               |
| 7       | | Zeng Qinghong 曾庆红 (1939–)  | 15 de março de 2003 | 15 de março de 2008 | X    | Hu Jintao     |
| 7       | Zeng Qinghong, que ganhou destaque como assessor político de Jiang Zemin, serviu como quinto vice-presidente sob a 4ª Constituição da República Popular da China. Também membro do Comitê Permanente do Politburo, Zeng recebeu um número extraordinariamente alto de votos contra ele durante sua eleição para a vice-presidência. | Zeng Qinghong 曾庆红 (1939–)  |                     |                     |      |               |
| 8       | | Xi Jinping 习近平 (1953–)     | 15 de março de 2008 | 14 de março de 2013 | XI   | Hu Jintao     |
| 8       | Xi, o ex-chefe do partido de Zhejiang, então Xangai, tornou-se o sexto vice-presidente sob a 4ª Constituição da República Popular da China e o segundo vice-presidente a se tornar presidente. Também é membro do Comitê Permanente do Politburo. | Xi Jinping 习近平 (1953–)     |                     |                     |      |               |
| 9       | | Li Yuanchao 李源潮 (1950–)    | 14 de março de 2013 | 17 de março de 2018 | XII  | Xi Jinping    |
| 9       | Li, o ex-chefe do partido de Jiangsu, tornou-se o sétimo vice-presidente sob a 4ª Constituição da República Popular da China. Um membro do Politburo. Na qualidade de vice-presidente, Li representou a China em vários eventos internacionais de significado simbólico, como o Serviço Memorial de Estado de Nelson Mandela e o funeral de estado de Lee Kuan Yew. | Li Yuanchao 李源潮 (1950–)    |                     |                     |      |               |
| 10      | | Wang Qishan 王岐山 (1948–)    | 17 de março de 2018 | 10 de março de 2023 | XIII | Xi Jinping    |
| 10      | Wang, um membro aposentado do Comitê Permanente do Politburo e ex-secretário da Comissão Central de Inspeção Disciplinar – o principal executor anticorrupção da China, foi selecionado para o cargo de vice-presidente ostensivamente por sua experiência em relações exteriores. A retomada do cargo de Wang tornou a vice-presidência um cargo de grande relevância. | Wang Qishan 王岐山 (1948–)    |                     |                     |      |               |
| 11      | | Han Zheng 韩正 (1954–)        | 10 de março de 2023 | Incumbente          | XIV  | Xi Jinping    |
| 11      | Han, um membro aposentado do Comitê Permanente do Politburo e ex-vice-primeiro-ministro do Conselho de Estado, foi selecionado para o cargo de vice-presidente. | Han Zheng 韩正 (1954–)        |                     |                     |      |               |